# Zéro (journal)
Pour les articles homonymes, voir Zéro.
Zéro était une revue humoristique française, théoriquement mensuelle mais à périodicité variable, diffusée par colportage et publiée de 1953 à 1958, date à laquelle elle a été rebaptisée Cordées. Cette publication est principalement connue pour avoir compté dans son équipe François Cavanna et le professeur Choron, qui l'ont ensuite quittée pour lancer Hara-Kiri. Le titre a été à nouveau utilisé, de 1986 à 1988, par un magazine d'humour auquel collaboraient Cavanna et Choron.

## Histoire du journal
Zéro a été créé en 1953 par Jean Novi. Cette publication était vendue uniquement par colportage. En janvier 1954, Cavanna intègre l'équipe du journal à l'occasion du numéro 2. Il y côtoie des dessinateurs alors inconnus tels que Fred et Lob et signe lui-même des dessins sous le pseudonyme de « Sépia ». Cavanna va rapidement devenir secrétaire de rédaction, puis rédacteur en chef du mensuel.
Parmi les colporteurs apparaît bientôt un ex-engagé en Indochine française, Georges Bernier (connu plus tard sous le nom de professeur Choron), que son efficacité comme vendeur mène au rang de directeur des ventes.
Par ailleurs, Jean Novi recourait à des textes recyclés de personnalités en vue, comme André Maurois, textes fournis par l'Agence parisienne de presse, mais il impose bientôt des limites au contenu du magazine.
En 1958, Novi décide de rebaptiser Zéro pour l'intituler désormais Cordées. La ligne éditoriale évolue et ne correspond plus aux idéaux de la majorité des contributeurs.
Jean Novi meurt d’un infarctus quelques semaines plus tard, à l’âge de trente-huit ans. C’est sa femme, Denise Novi, qui devient directrice de Cordées. Cavanna rêve d'un grand journal à l'humour plus corrosif. Cavanna et Fred vont convaincre Bernier de les rejoindre pour fonder un nouveau magazine satirique sur le modèle américain de Mad Magazine. Les Cordées ne survivront pas au départ de ses colporteurs et collaborateurs.
En mai mai 1960, Bernier annonce officiellement sa rupture avec la directrice de Cordées. Il rejoint l'équipe de Cavanna au 4, rue Choron, dans le IXe arrondissement de Paris. Quelque temps après, naît le magazine Hara-Kiri (mensuel), qui connaîtra dès 1969 un pendant hebdomadaire, Hara-Kiri Hebdo, lequel deviendra l'année suivante Charlie Hebdo.
En 1986, alors qu'Hara-Kiri, racheté par un éditeur italien, paraît toujours avec Choron comme rédacteur en chef, Zéro renaît sous l'impulsion de Henri-Claude Prigent, ancien directeur des Éditions du Square. Cette nouvelle version est un magazine d'humour réalisé avec l'équipe de Hara-Kiri, mais indépendamment du propriétaire de ce journal. L'équipe de rédacteurs est regroupée au sein d'une société dans laquelle ils détiennent 50 % des parts, le reste appartenant à Paris Match. Le directeur de publication en était Henri-Claude Prigent, le rédacteur en chef Gébé puis Jean-Marie Gourio et y ont participé entre autres, Choron, Cavanna, Cabu, Wolinski, Teulé, Berroyer, Vuillemin, Willem, Delfeil de Ton, Anne Vergne, etc. Paris Match s'étant retiré après six numéros hebdomadaires, le magazine devient mensuel. Un conflit entre Choron et le propriétaire de Hara-Kiri entraîne ensuite la fin de ce nouveau Zéro, qui cesse définitivement de paraître en février 1988.